# Kyoko Hosokawa
Pour les articles homonymes, voir Hosokawa.
Pas d'image ? Cliquez ici

a Compétitions nationales et continentales officielles uniquement.

b Matchs officiels uniquement.
Kyoko Hosokawa (細川 恭子, Hosokawa Kyōko), née le 8 juillet 1999 dans la préfecture de Hyōgo (Japon), est une joueuse internationale japonaise de rugby à XV évoluant aux postes de troisième ligne aile et de troisième ligne centre.

## Biographie
Kyoko Hosokawa naît le 8 juillet 1999.
En 2022, elle joue pour le club des Mie Pearls (ja) dans la préfecture de Mie. Elle a huit sélections en équipe du Japon quand elle est retenue en septembre 2022 pour disputer la Coupe du monde en Nouvelle-Zélande.
En juillet 2025, comptant désormais 17 capes en équipe nationale, elle est à nouveau retenue pour la Coupe du monde.